# Stazione di San Nicola di Mazara
La stazione di San Nicola di Mazara, oggi declassata a posto di movimento, era una stazione ferroviaria posta sulla linea Alcamo Diramazione-Trapani (via Castelvetrano). È sita in aperta campagna, nel territorio comunale di Mazara del Vallo.

## Strutture e impianti
Il fascio binari è costituito da due binari non elettrificati a scartamento normale, di cui uno è riservato ai treni in transito. Tra i due binari esiste un marciapiede, un tempo utilizzato dal traffico passeggeri. Il binario non di corsa ha capacità di 187 metri.
La stazione è gestita in telecomando dal DCO di Palermo ed è servita dai treni regionali operati da Trenitalia sulla relazione Trapani-Castelvetrano-Piraineto.
La stazione è protetta da un doppio segnalamento di protezione e partenza, e al suo interno sono vietate le manovre a spinta sui binari di corsa e su quelli non indipendenti dai binari stessi in direzione Trapani.